# Christoph Baumgartner
Christoph Baumgartner (Horn, 1999. augusztus 1. –) osztrák válogatott labdarúgó, az RB Leipzig játékosa.

## Pályafutása

### Klubcsapatokban
Az SV Horn és az AKA St. Pölten korosztályos csapataiban nevelkedett, majd 2017-ben a TSG 1899 Hoffenheim akadémiájára került. 2018. július 29-én mutatkozott be a tartalékok között a TSV Steinbach Haiger ellen 2–1-re elvesztett bajnoki mérkőzésen. November 11-én első gólját is megszerezte az Eintracht Stadtallendorf ellen. 2019 januárjában került az első csapatba. Május 11-én mutatkozott be a Werder Bremen ellen 1–0-ra elvesztett bajnoki találkozón Nadiem Amiri cseréjeként. 2019. december 17-én első bajnoki gólját szerezte meg az 1. FC Union Berlin ellen. 2020. május 27-én duplázott az 1. FC Köln ellen. A 2019–20-as szezon játékosának választották meg.
2023. június 23-án az RB Leipzig jelentette be, hogy 2028. június 30-ig szóló szerződést kötött vele.

### A válogatottban
Tagja volt a 2016-os U17-es labdarúgó-Európa-bajnokságon részvevő válogatottnak. A csoportkör első találkozóján a bosnyákok ellen 2–0-ra megnyert mérkőzésen duplázott. 2017. november 10-én debütált az U21-es válogatottban a Szerb U21-es labdarúgó-válogatottja ellen. A 2019-es U21-es labdarúgó-Európa-bajnokságon a csoportkörben két találkozón lépett pályára. 2020 augusztusában nevezték először a felnőtt keret tagjai közé. 2020. szeptember 4-én mutatkozott be Norvégia ellen 2–1-re megnyert Nemzetek Ligája találkozón. Három nappal később Románia ellen gólt és gólpasszt jegyzett.
2024. március 23-án megszerezte a nemzetközi futball történetének vélhetően leggyorsabb gólját, mindössze hat másodperc után betalált a Szlovákia elleni 2–0-s barátságos mérkőzésen Pozsonyban. Június 7-én Ralf Rangnick szövetségi kapitány 26 fős keretébe bekerült, amely a 2024-es labdarúgó-Európa-bajnokságra utazott. Június 21-én a Lengyelország elleni csoportkör mérkőzésen a 3–1-re megnyert találkozón válogatottja második gólját szerezte meg.

## Statisztika

### Klub
2025. május 17-én frissítve.
| Klub               | Szezon   | Bajnokság            | Bajnokság | Bajnokság | Kupa  | Kupa  | Nemzetközi | Nemzetközi | Egyéb | Egyéb | Összesen | Összesen |
| Klub               | Szezon   | Osztály              | Mérk.     | Gólok     | Mérk. | Gólok | Mérk.      | Gólok      | Mérk. | Gólok | Mérk.    | Gólok    |
| ------------------ | -------- | -------------------- | --------- | --------- | ----- | ----- | ---------- | ---------- | ----- | ----- | -------- | -------- |
| 1899 Hoffenheim II | 2017–18  | Regionalliga Südwest | 0         | 0         | –     | –     | –          | –          | –     | –     | 0        | 0        |
| 1899 Hoffenheim II | 2018–19  | Regionalliga Südwest | 14        | 5         | –     | –     | –          | –          | –     | –     | 14       | 5        |
| 1899 Hoffenheim II | 2019–20  | Regionalliga Südwest | 4         | 1         | –     | –     | –          | –          | –     | –     | 4        | 1        |
| 1899 Hoffenheim II | Összesen | Összesen             | 18        | 6         | 0     | 0     | 0          | 0          | 0     | 0     | 18       | 6        |
| 1899 Hoffenheim    | 2018–19  | Bundesliga           | 2         | 0         | –     | –     | –          | –          | –     | –     | 2        | 0        |
| 1899 Hoffenheim    | 2019–20  | Bundesliga           | 26        | 7         | 2     | 0     | –          | –          | –     | –     | 28       | 7        |
| 1899 Hoffenheim    | 2020–21  | Bundesliga           | 31        | 6         | 2     | 0     | 8          | 3          | –     | –     | 41       | 9        |
| 1899 Hoffenheim    | 2021–22  | Bundesliga           | 29        | 7         | 2     | 0     | –          | –          | –     | –     | 31       | 7        |
| 1899 Hoffenheim    | 2022–23  | Bundesliga           | 33        | 7         | 3     | 0     | –          | –          | –     | –     | 36       | 7        |
| 1899 Hoffenheim    | Összesen | Összesen             | 121       | 27        | 9     | 0     | 8          | 3          | 0     | 0     | 138      | 30       |
| RB Leipzig         | 2023–24  | Bundesliga           | 32        | 5         | 2     | 0     | 6          | 0          | 0     | 0     | 40       | 5        |
| RB Leipzig         | 2024–25  | Bundesliga           | 31        | 2         | 4     | 1     | 8          | 2          | —     | —     | 43       | 5        |
| RB Leipzig         | Összesen | Összesen             | 63        | 7         | 6     | 1     | 14         | 2          | 0     | 0     | 83       | 10       |
| Összesen           | Összesen | Összesen             | 198       | 39        | 15    | 1     | 22         | 6          | 0     | 0     | 235      | 46       |

1. ↑  Mérkőzése(i) az Európa Ligában.
2. 1 2  Mérkőzése(i) az UEFA-bajnokok ligájában.

### Válogatott
2025. március 20-án frissítve.
| Ausztria | Ausztria        | Ausztria |
| Év       | Pályára lépések | Gólok    |
| -------- | --------------- | -------- |
| 2020     | 5               | 2        |
| 2021     | 12              | 4        |
| 2022     | 8               | 1        |
| 2023     | 9               | 4        |
| 2024     | 1               | 7        |
| 2025     | 1               | 0        |
| Összesen | 49              | 18       |

### Góljai a válogatottban
| #   | Dátum                | Helyszín                                 | Ellenfél      | Gól | Eredmény | Verseny                                      |
| --- | -------------------- | ---------------------------------------- | ------------- | --- | -------- | -------------------------------------------- |
| 1.  | 2020. szeptember 7.  | Wörthersee Stadion, Klagenfurt, Ausztria | Románia       | 1–1 | 2–3      | 2020–2021-es UEFA Nemzetek Ligája            |
| 2.  | 2020. október 7.     | Wörthersee Stadion, Klagenfurt, Ausztria | Görögország   | 2–1 | 2–1      | Barátságos mérkőzés                          |
| 3.  | 2021. március 28.    | Ernst Happel Stadion, Bécs, Ausztria     | Feröer        | 2–1 | 3–1      | 2022-es labdarúgó-világbajnokság-selejtező   |
| 4.  | 2021. június 21.     | Nemzeti Stadion, Bukarest, Románia       | Ukrajna       | 1–0 | 1–0      | 2020-as labdarúgó-Európa-bajnokság           |
| 5.  | 2021. szeptember 1.  | Zimbru Stadion, Chișinău, Moldova        | Moldova       | 1–0 | 2–0      | 2022-es labdarúgó-világbajnokság-selejtező   |
| 6.  | 2021. szeptember 4.  | Sammy Ofer Stadion, Haifa, Izrael        | Izrael        | 1–3 | 2–5      | 2022-es labdarúgó-világbajnokság-selejtező   |
| 7.  | 2022. szeptember 25. | Ernst Happel Stadion, Bécs, Ausztria     | Horvátország  | 1–1 | 1–3      | 2022–2023-as UEFA Nemzetek Ligája            |
| 8.  | 2023. március 24.    | Raiffeisen Aréna, Pasching, Ausztria     | Azerbajdzsán  | 4–1 | 4–1      | 2024-es labdarúgó-Európa-bajnokság selejtező |
| 9.  | 2023. június 20.     | Ernst Happel Stadion, Bécs, Ausztria     | Svédország    | 1–0 | 2–0      | 2024-es labdarúgó-Európa-bajnokság selejtező |
| 10. | 2023. június 20.     | Ernst Happel Stadion, Bécs, Ausztria     | Svédország    | 2–0 | 2–0      | 2024-es labdarúgó-Európa-bajnokság selejtező |
| 11. | 2023. november 21.   | Ernst Happel Stadion, Bécs, Ausztria     | Németország   | 2–0 | 2–0      | Barátságos mérkőzés                          |
| 12. | 2024. március 23.    | Tehelné pole, Pozsony, Szlovákia         | Szlovákia     | 1–0 | 2–0      | Barátságos mérkőzés                          |
| 13. | 2024. március 26.    | Ernst Happel Stadion, Bécs, Ausztria     | Törökország   | 5–1 | 6–1      | Barátságos mérkőzés                          |
| 14. | 2024. június 4.      | Ernst Happel Stadion, Bécs, Ausztria     | Szerbia       | 2–0 | 2–1      | Barátságos mérkőzés                          |
| 15. | 2024. június 8.      | Kybunpark, St. Gallen, Svájc             | Svájc         | 1–0 | 1–1      | Barátságos mérkőzés                          |
| 16. | 2024. június 21.     | Olimpiai Stadion, Berlin, Németország    | Lengyelország | 2–1 | 3–1      | 2024-es labdarúgó-Európa-bajnokság           |
| 17. | 2024. október 10.    | Raiffeisen Aréna, Pasching, Ausztria     | Kazahsztán    | 1–0 | 4–0      | 2024–2025-ös UEFA Nemzetek Ligája            |
| 18. | 2024. november 14.   | Központi stadion, Pavlodar, Kazahsztán   | Kazahsztán    | 1–0 | 2-0      | 2024–2025-ös UEFA Nemzetek Ligája            |

## Család
Testvére Dominik Baumgartner és unokatestvére Stefan Feiertag szintén labdarúgók.

## Sikerei, díjai
- A TSG 1899 Hoffenheim szezon játékosa: 2019–20